# Still Ill
"Still Ill" é uma música da banda de rock inglesa The Smiths. Foi escrita pelo cantor Morrissey e pelo guitarrista Johnny Marr. Apareceu no álbum de estreia, "The Smiths", em fevereiro de 1984. Outra versão da música foi incluída na coletânea "Hatful of Hollow" em novembro de 1984.

## Visão geral
Still Ill foi descrito como a "realização profundamente pessoal de Morrissey de que seus antigos sonhos e liberdades estavam mortos" e uma reflexão sobre sua orientação sexual, na era Thatcher. Em 2018, o The Independent a descreveu como "infundida de amargura pelas falhas políticas do país". É uma música melancólica e comovente que preocupa que a vida nunca mais será simples e despreocupada. A letra da música refere-se à nostalgia do passado ("Não podemos mais nos agarrar aos velhos sonhos"), à aversão de Morrissey por trabalhar em empregos regulares e aos seus sentimentos por alguém que ele beijou "nos velhos tempos" mas ele se sente diferente quando ele os beija no presente. Ele também reflete se o corpo domina a mente ou vice-versa. Escrevendo no Paste, Tyler Kane observa que a música "pode soar esperançosa, melancólica e de volta em questão de alguns compassos".
Morrissey adotou a frase "Debaixo da ponte de ferro nós nos beijamos e embora eu tenha ficado com os lábios doloridos..." da autobiografia de Viv Nicholson.
As composições de Johnny Marr e sua interpretação habilidosa das difíceis transições de humor da música têm sido frequentemente elogiadas. As gravações são caracterizadas pelo baixo particularmente complexo do baixista do The Smiths, Andy Rourke, como Marr menciona em sua autobiografia.

## Recepção
Still Ill foi considerada "uma das melhores e mais queridas canções dos Smiths" e continua sendo um marco nas listas de shows de Morrissey e Johnny Marr.
A Encyclopædia Britannica observa que "músicas como 'Still Ill' selaram o papel [de Morrissey] como porta-voz de jovens insatisfeitos"
Em Consequence of Sound, TJ Kliebhan escreve que "o uso brilhante de imagens de Morrissey em 'Still Ill' é limitado por seus lamentos encantadores e desconforto empático. A versão desta música que aparece na compilação Hatful of Hollow apresenta uma bela gaita que soa descontroladamente inapropriado para uma música dos Smiths e ainda assim se sente estranhamente em casa aqui."
Elvis Costello elogiou a música no primeiro álbum dos Smiths, dizendo: "Adorei o primeiro álbum dos Smiths, especialmente 'Still Ill' e 'Reel Around The Fountain'", em uma entrevista de 2008. Morrissey é um excelente letrista.

## Influência
Um documentário de 2007 sobre The Smiths foi intitulado The Smiths: Still Ill. O título do drama biográfico não autorizado de 2017 sobre Morrissey, England Is Mine, vem da primeira linha desta música: "Decreto hoje que a vida é simplesmente tirar e não dar/A Inglaterra é minha e me deve a vida dela."
Em 2017, Christopher Federico, do The Washington Post, intitulou seu breve artigo sobre o Affordable Care Act "The Smiths, 'Still Ill': The Week In One Song".

## Formação
- Morrissey - Vocal
- Andy Rourke - Baixo
- Mike Joyce - Bateria
- Johnny Marr - Guitarra